# Grand Hotel Wien
Le Grand Hotel Wien est un hôtel de luxe cinq étoiles de Vienne, en Autriche. Il est situé sur le célèbre boulevard circulaire du Ring.

## Histoire
L'hôtel a une longue histoire et tradition. L'architecte était Carl Tietz, et il a été ouvert comme le premier hôtel de luxe de Vienne en 1870. Il avait à l'origine de plus de 300 chambres, 200 salles de bain, un ascenseur à vapeur, et un bureau de télégraphie.
L'hôtel a eu un succès instantané auprès de l'aristocratie et est devenu un lieu de rencontre populaire, car il était situé très central. En 1894, le roi Johann Strauss II a célébré ses 50 ans à l'hôtel. En 1911, l'hôtel a été étendu aux bâtiments voisins. Aussi, toutes les chambres avaient leurs propres téléphones installés.
Après la Seconde Guerre mondiale, l'hôtel a logé les troupes soviétiques de 1945 à 1955. L'hôtel a rouvert ses portes normalement en 1958, mais a été vendu au gouvernement Autrichien. Le bâtiment a alors été loué à l'Agence internationale de l'énergie atomique (AIEA), qui s'en est servi comme siège jusqu'en 1979, lorsqu'elle a déménagé au nouveau Centre international de Vienne.

Dix ans plus tard, la compagnie japonaise All Nippon Airways a acheté l'hôtel. L'hôtel a été réduit à sa taille d'origine et entièrement remis à neuf et rénové. La façade historique de Tietz a été restaurée, tandis que l'intérieur a été modernisé. L'hôtel a été renommé « ANA Grand Hotel ». La cérémonie d'ouverture a eu lieu en 1994. ANA a vendu l'hôtel en 2002 au groupe JJW Hotels & Resorts, qui lui a redonné son nom de « Grand Hotel Wien ».

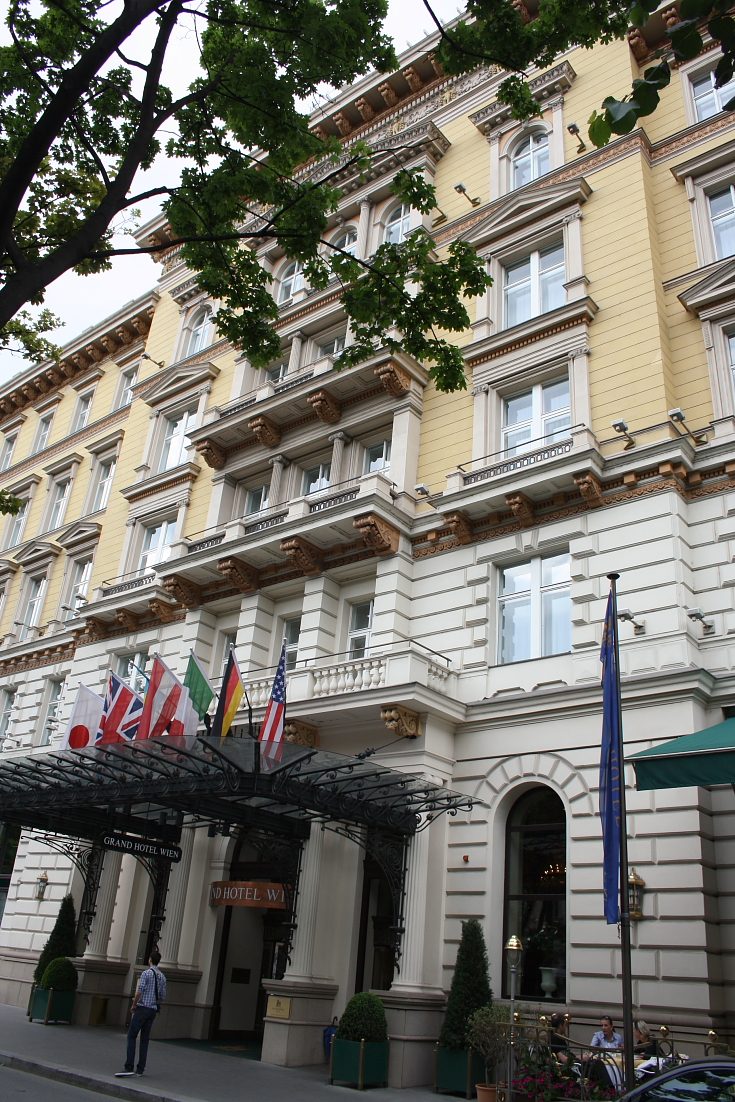
Façade
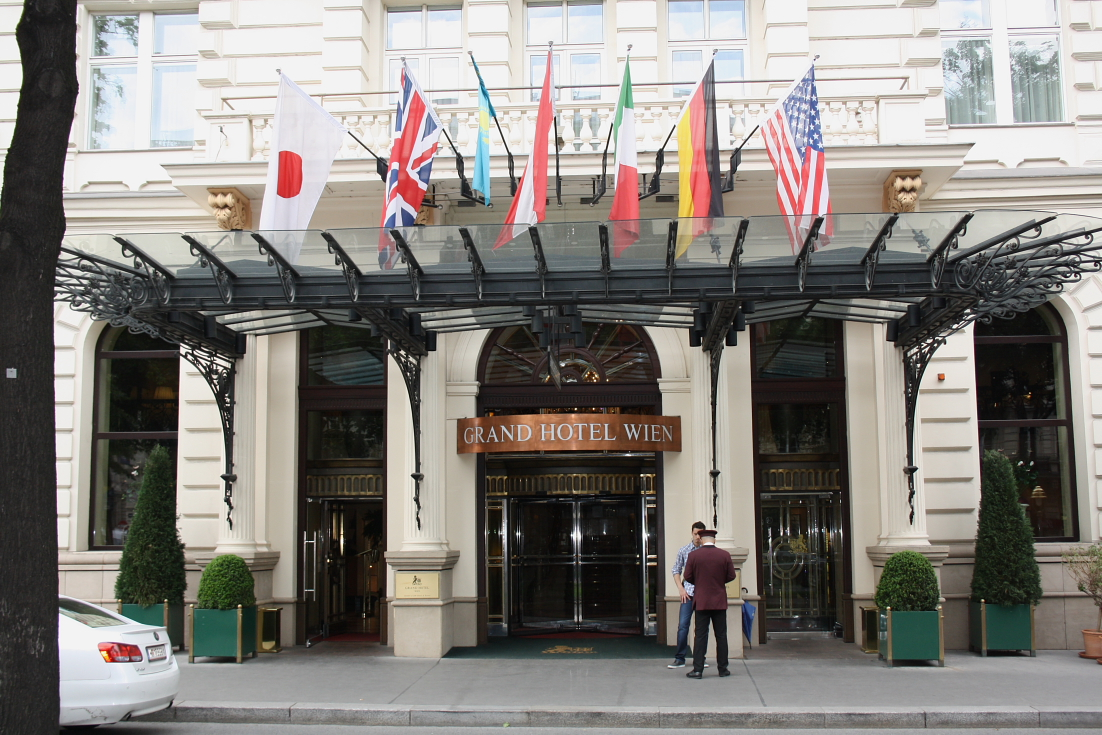
Entrée
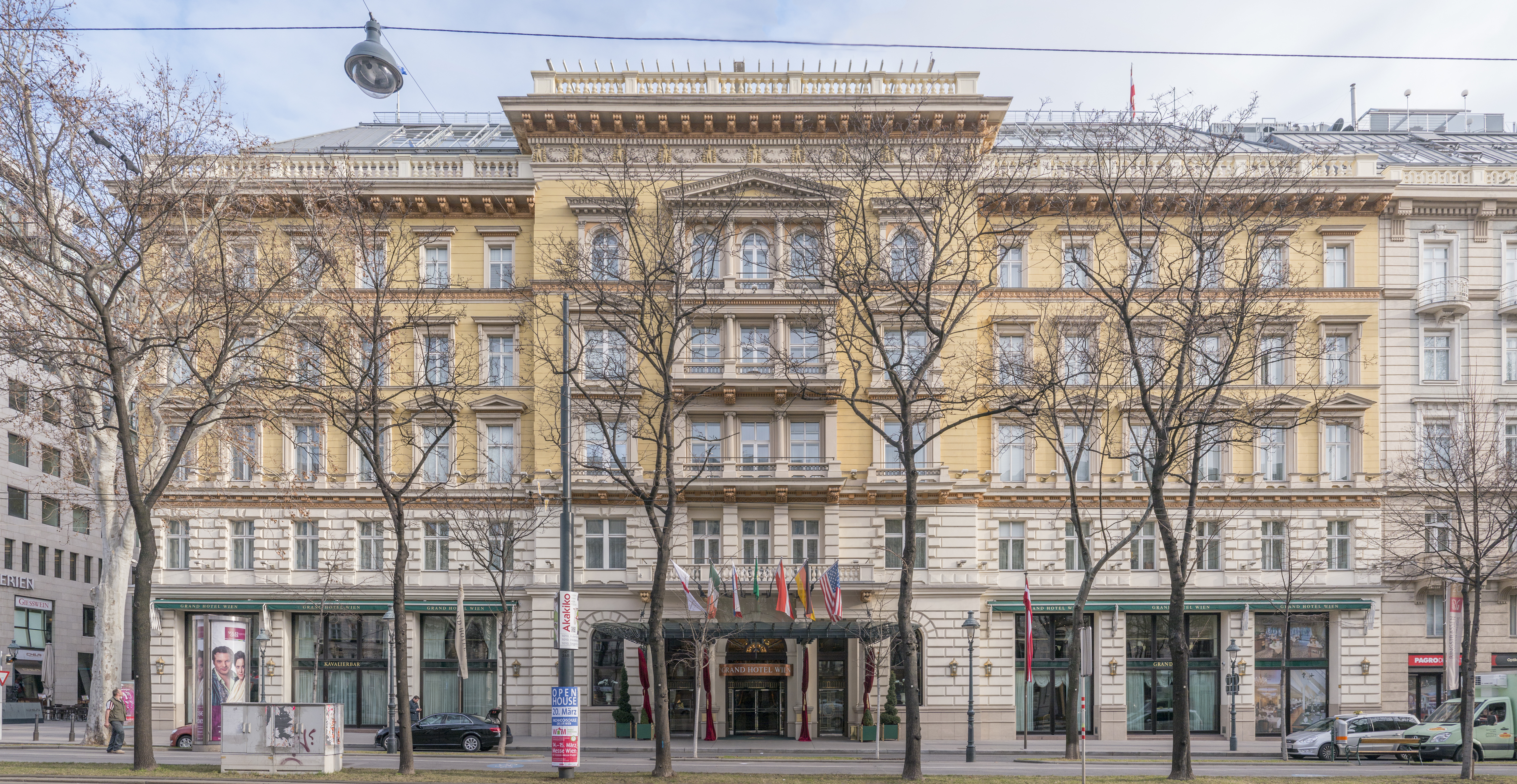
La façade sur le Ring